# Neochildia fusca
Neochildia fusca är en plattmaskart som beskrevs av Bush 1975. Neochildia fusca ingår i släktet Neochildia och familjen Convolutidae. Inga underarter finns listade i Catalogue of Life.